# 格林基 (巴拉尼夫卡區)
50°14′50″N 27°31′33″E / 50.24722°N 27.52583°E
格林基（烏克蘭語：Гриньки），是烏克蘭北部的村莊，隸屬日托米爾州的茲維亞赫爾區。該村始建於1625年，面積10.3平方公里，海拔高度254米，2001年人口325，人口密度每平方公里31.55人。